# اچ‌ام‌اس آسترایا (۱۷۸۱)
اچ‌ام‌اس آسترایا (۱۷۸۱) (به انگلیسی: HMS Astraea (1781)) یک کشتی بود که طول آن ۱۲۶ فوت (۳۸٫۴ متر) بود. این کشتی در سال ۱۷۸۱ ساخته شد.